# Мірошина Олена Миколаївна
Мірошина Олена Миколаївна (5 червня 1974 — 18 грудня 1995) — російська стрибунка у воду.
Призерка Олімпійських Ігор 1992 року, учасниця 1988 року.
Призерка Чемпіонату світу з водних видів спорту 1991 року.
Чемпіонка Європи з водних видів спорту 1987, 1991 років.